# 천태산 (충청도)
천태산(天台山)은 대한민국 충청북도 영동군과 충청남도 금산군에 걸쳐 있는 높이 715m의 한국의 화강암 산이다. 중생대 쥐라기 화강암 암릉과 각종 수목이 계곡의 맑은 물과 어우러진 경치가 설악산 못지않게 수려해서 '충북의 설악산'이라고도 불린다.

## 같이 보기
- 한국의 산
- 한국의 화강암
- 금산군의 지질
- 영동군의 지질